# Danziger gatt, Nynäshamn
För andra betydelser, se Danziger gatt.

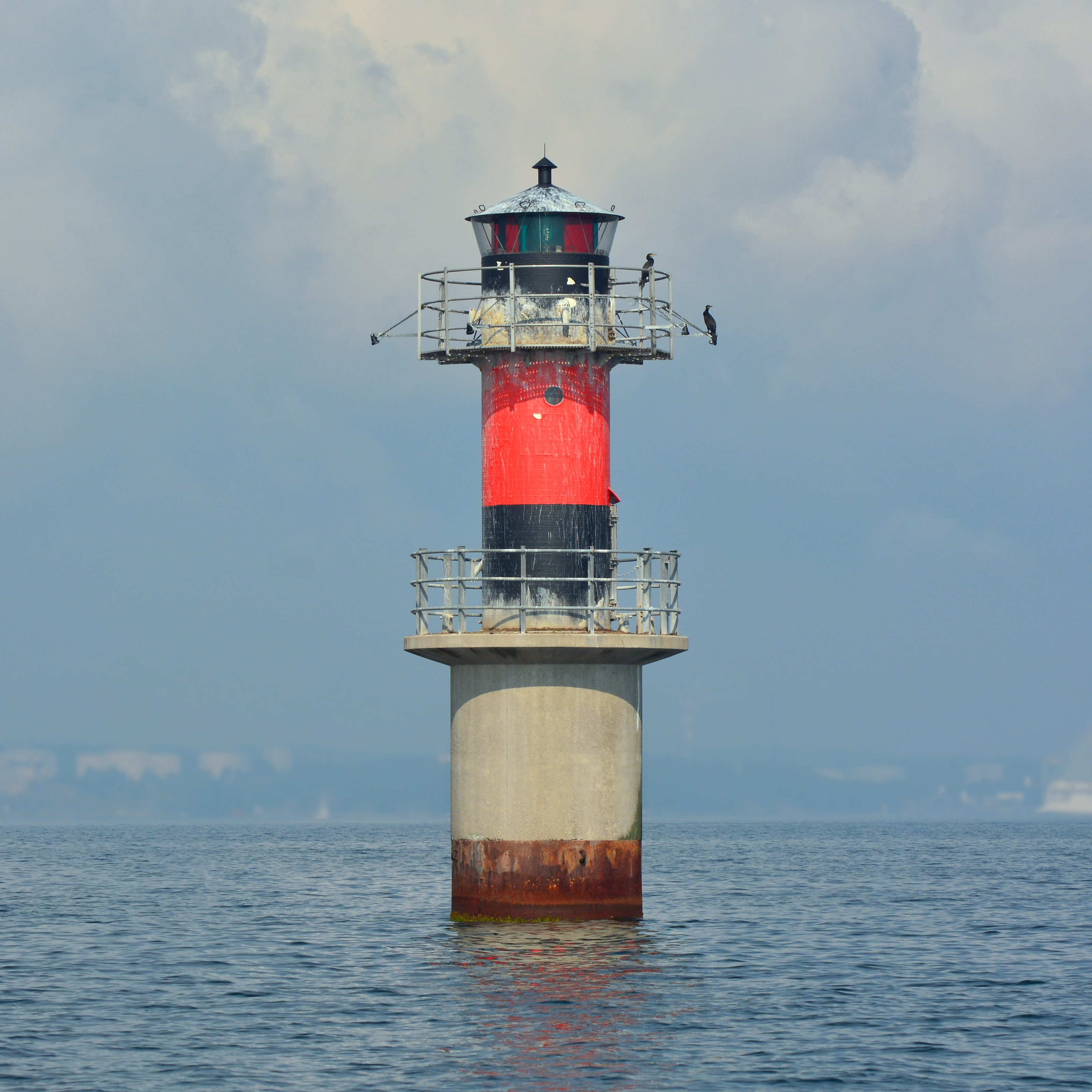
Fyren Örngrund utmärker Landsortsledens passage genom Danziger gatt och Mysingen samt farleden in till Nynäshamn.

Danziger gatt, förr Danska djupet, är den del av det oftast använda södra inloppet till Stockholms skärgård nordost om Landsort, som ligger mellan Mällsten och Nåttarö. Måsknuvs fyr, uppförd 1868 på en liten klippa mitt i farleden leder seglare som passerat Landsort eller gattet, ända upp till Älvsnabben.
Från Danziger gatt sträcker sig Landsortsleden genom Stockholms skärgård in till Stockholms hamn. Namnet kommer av Danzig; det tyska och svenska namnet på den idag polska hamnstaden Gdańsk samt gatt vilket betyder ett sund (vattengata) i bemärkelsen inlopp.